# Kiri Tontodonati
Kiri Tontodonati (* 4. September 1994 in Canberra, Australien) ist eine italienische Ruderin und Vizeeuropameisterin im Vierer ohne Steuerfrau.

## Karriere
Kiri Tontodonati begann 2013 mit dem Rudersport und startete bereits 2016 bei den U23-Weltmeisterschaften im Doppelvierer. Zusammen mit Valentina Iseppi, Stefania Gobbi und Chiara Ondoli kam sie 25/100 Sekunden hinter den Französinnen ins Ziel und verpasste damit als Vierte knapp eine Medaille. 2017 startete sie zusammen mit Stefania Gobbi im Doppelzweier bei den Europameisterschaften. Hinter den Booten aus Tschechien und den Niederlanden konnten sie die Bronzemedaille gewinnen. Beim dritten Ruder-Weltcup der Saison in Luzern gewannen die beiden das B-Finale und schlossen den Wettbewerb damit auf dem siebten Platz ab. Zum Ende der Saison gingen sie auch bei der Weltmeisterschaft in Sarasota-Bradenton an den Start. Sie wurden Dritte im B-Finale und belegten damit am Ende den neunten Platz bei den Weltmeisterschaften. Mit Beginn der neuen Saison wechselte sie in den Einer und belegte beim zweiten Weltcup der Saison in Linz/Ottensheim den dritten Platz im B-Finale, so dass sie die Regatta als Neunte beendete. Eine Woche später konnte sie bei den Mittelmeerspielen hinter Aikaterini Nikolaidou die Silbermedaille im Einer gewinnen. Bei der Europameisterschaft konnte sie sich für das A-Finale qualifizieren und fuhr im Finale als Vierte über die Ziellinie. Im September startete sie zusammen mit Valentina Iseppi im Doppelzweier bei der Weltmeisterschaft in Plowdiw. Die beiden belegten den dritten Platz im C-Finale und erreichten damit in der Endabrechnung den 15. Platz.
Zu Beginn der Saison 2019 wechselte sie die Bootsklasse und startete mit einer neuen Partnerin im Zweier ohne Steuerfrau bei den Europameisterschaften. Zusammen mit Aisha Rocek konnte sie das Halbfinale gewinnen und sich für das A-Finale qualifizieren. Im Finale gewannen sie hinter den Booten aus Spanien und Rumänien die Bronzemedaille. Anschließend traten sie beim zweiten Weltcup der Saison in Posen an, wo sie den fünften Platz belegten. Zum Abschluss der Saison starteten sie bei den Weltmeisterschaften in Linz/Ottensheim. Durch den dritten Platz im Halbfinale qualifizierten sie sich für das A-Finale. Im Finale kamen sie aber nicht über den sechsten Platz hinaus. Mit dem sechsten Platz qualifizierten sie aber die Bootsklasse für die Olympischen Spiele in Tokio. Nachdem 2020 der Großteil der Saison abgesagt wurde, startete sie im September bei den Europameisterschaften mit Aisha Rocek, Alessandra Patelli und Chiara Ondoli im Vierer ohne Steuerfrau. Die vier Italienerinnen gewannen im Finale die Silbermedaille hinter den Niederländerinnen. Zu Beginn der Saison 2021 starteten die vier im Vierer ohne bei den Europameisterschaften im heimischen Varese. Sie konnten sich über den Vor- und Hoffnungslauf für das A-Finale qualifizieren, belegten dort aber den sechsten und damit letzten Platz des Finales. Bei der Olympischen Regatta in Tokio belegten Tontodonati und Rocek den 12. Platz bei 13 teilnehmenden Zweiern.
Bei den Europameisterschaften 2022 in München traten Kiri Tontodonati und Stefania Gobbi im Doppelzweier an und gewannen die Bronzemedaille hinter dem rumänischen und dem niederländischen Boot.

## Internationale Erfolge
- 2016: 4. Platz U23-Weltmeisterschaften im Doppelvierer
- 2017: Bronzemedaille Europameisterschaften im Doppelzweier
- 2017: 9. Platz Weltmeisterschaften im Doppelzweier
- 2018: Silbermedaille Mittelmeerspiele im Einer
- 2018: 4. Platz Europameisterschaften im Einer
- 2018: 15. Platz Weltmeisterschaften im Doppelzweier
- 2019: Bronzemedaille Europameisterschaften im Zweier ohne Steuerfrau
- 2019: 6. Platz Weltmeisterschaften im Zweier ohne
- 2020: Silbermedaille Europameisterschaften im Vierer ohne Steuerfrau
- 2021: 6. Platz Europameisterschaften im Vierer ohne
- 2021: 12. Platz Olympische Spiele 2020 im Zweier ohne
- 2022: Bronzemedaille Europameisterschaften im Doppelzweier